# Château de l'Horizon
Le château de l'Horizon ou château de l'Aurore est une grande résidence moderniste construite en 1932 par l'architecte américain Barry Dierks pour sa compatriote, l'actrice Maxine Elliott, sur les bords du golfe Juan, à Vallauris (Alpes-Maritimes).
Cette propriété a reçu nombre d'hôtes de marque, parmi lesquels sir Winston Churchill, invité régulier de 1933 à 1939. Le prince Ali Khan l'achète en 1948 et y célèbre son mariage avec l'actrice Rita Hayworth l'année suivante.

## Historique
En 1932, l'actrice Maxine Elliott (1868-1940) se fait construire à Golfe-Juan, directement en bord de mer, une immense villa que le magazine Punch décrit plus tard comme « un palais blanc posé sur les eaux ». Pourvue d'un sens aigu des affaires et d'une passion pour les mondanités, la comédienne dépense 350 000 dollars de l'époque pour cette construction ancrée sur le roc et son port privé. Elle la baptise « château de l'Horizon ».
Maxine Elliott reçoit dans sa nouvelle résidence d'été plusieurs des plus illustres personnalités de l'époque. Lloyd George, le duc et la duchesse de Windsor sont des invités réguliers, tout comme Maurice Chevalier, Greta Garbo ou encore Elizabeth Taylor. Sir Winston Churchill vient régulièrement en villégiature pour peindre et il y termine sa biographie du duc de Marlborough. Dans ses mémoires, Noël Coward évoque ses dîners et ses arrivées en bateau sur la jetée de la villa.
Elsa Maxwell prétend — sans apporter de sources — qu'à la veille de la Seconde Guerre mondiale, le lieu aurait servi à des rencontres entre le ministre des Affaires étrangères britannique, Anthony Eden, et ses homologues français et italiens.
Maxine Elliott meurt en 1940. Durant la Seconde Guerre mondiale, le château est loué par le réalisateur Marc Allégret et sa femme l'actrice Nadine Vogel. Leur fille Danièle y nait le 22 juin 1942. Il est réquisitionné par la Gestapo. Après la guerre, la villa est louée un temps par Rosita Winston, épouse d'un milliardaire américain. Celle-ci y maintient la tradition des mondanités en donnant des dîners de vingt à trente personnes qui ont pour nom Greta Garbo, Jack Warner ou Maurice Chevalier. Son mari assure cependant n'avoir « pas la moindre idée de qui sont ces gens alors que tous semblent se connaître ».
En 1948, le château est acheté par le prince Ali Khan, fils aîné et héritier présomptif de l'Aga Khan III. Sous la houlette d'Elsa Maxwell, la Café society internationale et l'« aristocratie Côte d'Azur » continuent à faire de la propriété un lieu d'intérêt pour la presse. Notamment le 27 mai 1949, quand le prince épouse Rita Hayworth à la mairie de Vallauris et donne à la villa une réception mémorable : dans la piscine parfumée à l'eau de Cologne, les initiales des mariés, formées de fleurs, flottent à la surface. Après le décès accidentel d'Ali Khan le 12 mai 1960, son corps est enterré temporairement dans le jardin en attente d'un mausolée en Syrie (la dépouille ne quitte le château de l'Horizon qu'en 1972).
En 1979, l'héritier du trône d'Arabie saoudite, futur roi Fahd, acquiert la villa. Il y fait ajouter une piscine surélevée, creuser un port dans la roche pour son yacht et agrandir l'édifice (qui fait alors 6 000 m2 sur trois niveaux). Il délaisse cependant la France à partir de 1988, tout comme son successeur Abdallah. Le château est aujourd'hui la résidence estivale privée du roi Salmane d'Arabie saoudite. À l'été 2015, sa venue en France donne lieu à une polémique : ses services ont fait couler une dalle de béton sur la plage de la Mirandole afin d'installer un ascenseur. Une grille est par ailleurs posée afin d'interdire l'accès à la plage, avant que la mairie n'intervienne et stoppe les travaux. Une rénovation du château est effectuée. La maire de Vallauris et un élu écologiste s'opposent aux restrictions demandées par le roi. La polémique prend une envergure nationale en France, alors qu'est révélé qu'une femme CRS aurait été écartée du dispositif de sécurité à la demande des Saoudiens, ce que le préfet dément. Un policier en faction est renversé par une voiture de la délégation saoudienne.

## Description du château
Selon une étude publiée en 2004 dans la revue In situ (ministère français de la Culture), le château de l'Horizon est « une des pièces maîtresses de Barry Dierks ». L'architecte a conduit ici un imposant chantier, avec un bâtiment principal sur quatre niveaux, des dépendances, un port privé et un jardin conçu par lui-même — comme souvent chez ce créateur — pour être en parfaite cohérence avec la maison.
Le terrain, coincé entre la voie ferrée et le rivage, s'étend en longueur. Barry Dierks utilise cette disposition pour proposer un bâtiment très allongé, dont la quasi-totalité des pièces donnent sur la mer et l'horizon, d'où le nom de la propriété.
Pour cette raison, la façade d'entrée, visible de la route, n'a que très peu d'ouvertures : Frédéric Mitterrand parle d'un « visage rébarbatif depuis la route et le chemin de fer » mais d'une ouverture somptueuse sur la mer.
Vue du large, la ligne étirée du bâtiment principal apparaît comme soclée sur les rochers roses et déchiquetés. L'édifice présente un corps central entouré de deux courtes ailes et d'une terrasse. Sur le côté est, se déploie une aile en retrait dont l'articulation avec le bâtiment principal se fait par une tour carrée. Les façades sont à enduit blanc, percées de nombreuses ouvertures et galeries couvertes, certaines présentant une succession d'arcades en plein cintre, d'autres des serliennes. Les toitures en terrasse donnent à cet ensemble blanc et géométrique une indéniable esthétique de casbah.
Le terrain étant en pente descendante, le niveau d'entrée correspond au premier étage. Ce niveau d'entrée est entièrement occupé par les pièces de réception (salon, salle à manger et bureau). Le premier étage compte dix chambres et sept salles de bains. 
La piscine construite initialement, d'une taille inusitée en 1932, était un très long rectangle qui s'étendait devant tout le corps principal et surplombait la mer, parallèlement au rivage. Un grand escalier permettait de descendre de la piscine jusqu'au rivage.
En 1979, lorsque le prince Fahd acquiert le château il le fait totalement réaménager pour plusieurs millions de dollars. Il fait notamment enlever la grande piscine et la remplace par un petit port artificiel où il peut faire amarrer son yacht. Il fait construire une nouvelle piscine plus petite sur la terrasse du château donnant sur la mer.
L’intérieur du château est aussi entièrement réaménagé et refait à neuf. L'ensemble des pièces sont pavés de marbre blanc et noir de Carrare et les rampes des escaliers sont décorés à la feuille d'or. Le mobilier du château est un mobilier de style XVIIIe siècle avec des fauteuils et des canapés en chintz rouge.